# NSB 66 sorozat
Az NSB 66 sorozat egy norvég háromrészes 15 kV, 16,7 Hz AC áramrendszerű villamosmotorvonat-sorozat volt. Az NSB üzemeltette 1945 és 1977 között. 1945 és 1946 között gyártotta a Skabo. Összesen 4 db készült belőle. Az NSB 1985-ben selejtezte a sorozatot. A Norvég vasúti múzeum megőrizte az egyik motorvonat motorkocsiját.